# Johnossi

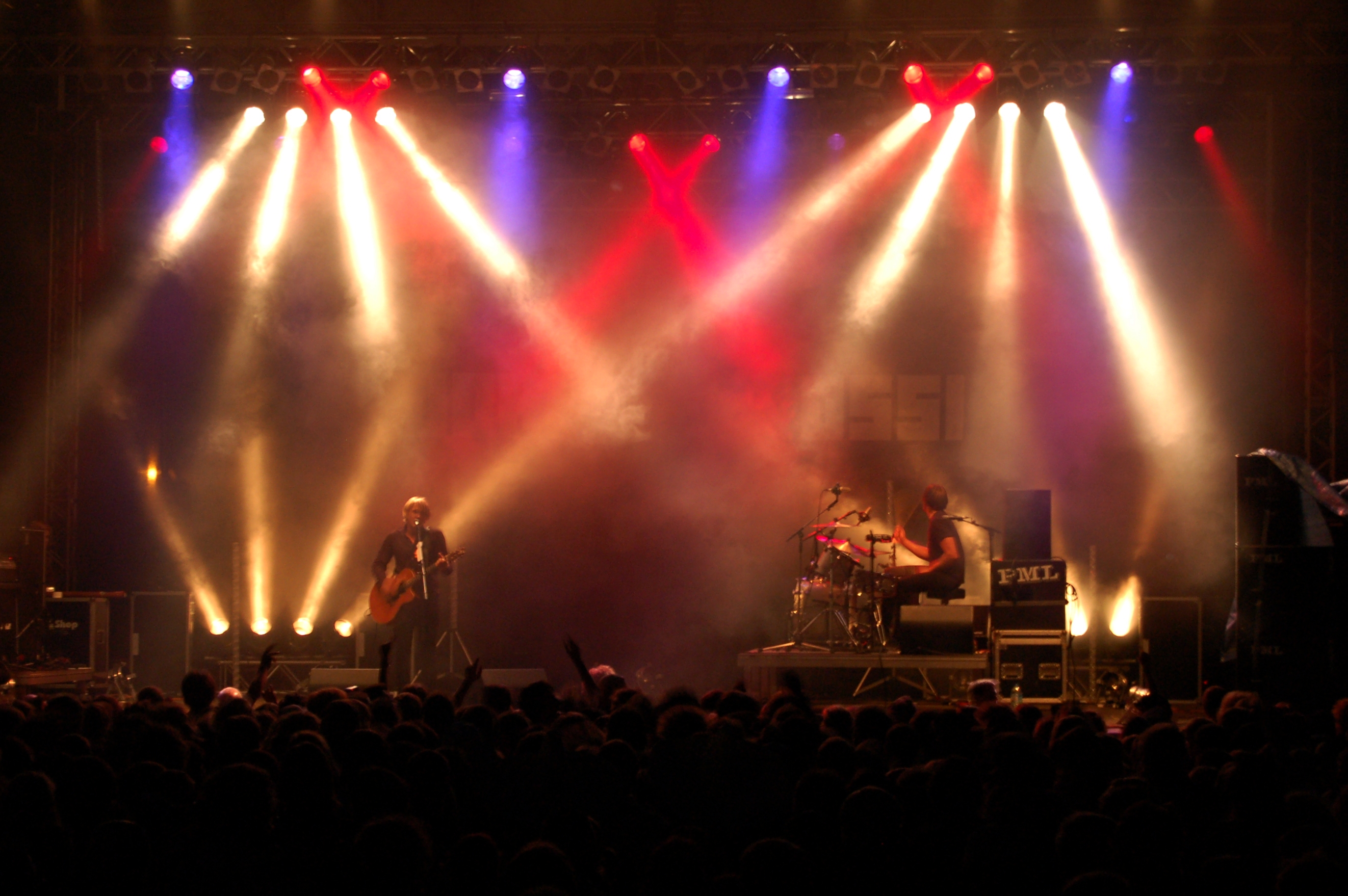
Johnossi 2008

I Johnossi sono un duo Indie Rock formatosi a Stoccolma ed è composto da John Engelbert, voce e chitarra, e Oskar "Ossi" Bonde, voce, batteria e percussioni.

## Storia
Engelbert e Bonde si conobbero quando avevano rispettivamente 12 e 15 anni. In seguito cominciarono a suonare assieme come duo nel 2004. Dopo soli 5 mesi registrarono il primo album, avendo alle spalle solo tre concerti live. Il loro nome è anche il titolo del primo album, pubblicato prima nel gennaio 2005 da una piccola casa discografica svedese, in seguito nel 2006 dalla V2 Music Scandinavia e nel 2007 dalla Control Group. Nel 2008 hanno pubblicato il loro quarto album, anche se di fatto è il secondo dal momento che il secondo e terzo album sono una replica del primo, con il nome di All They Ever Wanted. Il loro ultimo album è stato pubblicato nel 2010, nominato Mavericks. Quest'ultimo contiene il brano What's the point, giunta in finale come miglior canzone dell'anno dei Swedish Grammy Awards.

## Discografia
- 2005 Johnossi (Rekord Musik)
- 2006 Johnossi (V2 Scandinavia)
- 2007 Johnossi (Control Group)
- 2008 All They Ever Wanted (Universal UK)
- 2010 Mavericks

## Membri
- John Engelbert: Voce, Chitarra, Testi
- Oskar "Ossi" Bonde: Batteria, Voce